# Irrlicht Engine
Irrlicht è un motore grafico 3D open source e scritto in C++. Una delle sue migliori caratteristiche, è quella di essere cross-platform. Ufficialmente è supportato dai sistemi Windows, MacOS X, Linux, AmigaOS e Windows CE. Data la sua distribuzione open source, ne sono state realizzate versioni (port) anche per Xbox, PlayStation Portable, Symbian e IPhone.
Il motore è stato inoltre adattato per essere programmato in linguaggi quali .NET, Java, Perl, Ruby, Python, FreeBASIC, Lua, Delphi, Pascal e anche Game Maker.
Irrlicht è conosciuto per le sue dimensioni ridotte e per la compatibilità con una vasta gamma di hardware, un continuo update delle versioni e una grande community di supporto.
Lo sviluppo di Irrlicht è iniziato nel 2003, sviluppato da un unico programmatore, Nikolaus Gebhardt. Solo dopo la release 1.0 (nel 2006) il team di Irrlicht crebbe fino all'attuale numero di 10 membri, la maggior parte sviluppatori.